# 西部戦線 (第二次世界大戦)
第二次世界大戦における西部戦線（せいぶせんせん、Western Front）は、第二次世界大戦におけるヨーロッパ戦線のうち、ドイツおよびその西方に位置するフランス、ベルギー、オランダ、ルクセンブルク、デンマークなどにおける、イギリス・フランス・アメリカ合衆国などの連合国と、ナチス・ドイツをはじめとする枢軸国の間で行われた一連の戦闘を指す。対する東部戦線は、枢軸国とソビエト連邦の戦闘を指す（独ソ戦）。

## 1939年から1940年
ドイツ陸軍のポーランド侵攻と、それを受けて行われたイギリスおよびフランスの宣戦布告により第二次世界大戦は開始された。英仏両軍はマジノ線からベルギー国境にかけて部隊を配置したが、第一次世界大戦における防御側有利の経験に基づいて積極的に攻撃を仕掛けることはなかった。この時期はまやかし戦争と呼ばれる。1940年4月、ドイツ軍は北欧の資源確保を目的としてデンマークおよびノルウェーに侵攻した（ヴェーザー演習作戦）。ドイツ軍も南北に長いノルウェー全土を短期間に占領することはできなかったが、徐々に占領地域を広げ、連合軍はノルウェーから撤退した。
1940年5月、ドイツ軍によるベネルクス三国およびフランス侵攻が開始された。戦車の集団的運用を核にしたドイツ軍の電撃戦によって英仏軍の前線は突破され、フランス政府と軍首脳は数日の内に戦意を喪失した。英陸軍はダンケルクの戦いにおけるドイツ軍のミスによりイギリス海外派遣軍のほぼ全てを英国本土に撤退させる事に成功する。南方に進路を変えたドイツ軍はパリを始めとしたフランス北部を占領し、さらにイタリア王国もフランスに対して侵攻を開始した。首相に指名されていた前大戦の英雄であるフィリップ・ペタン政府との間に独仏休戦協定が結ばれた。
フランス北部を占領下においたドイツ軍の矛先はブリテン島へと向けられた。上陸作戦の前に制空権を確保しようとするドイツ空軍とそれを迎え撃つ英空軍との間で行われたブリテンの戦いにおいてイギリスはドイツに勝利を収め、ドイツはイギリス侵攻計画を中止する。

## 1941年から1943年
1941年、ドイツ軍のソ連侵攻作戦であるバルバロッサ作戦が開始されると、ドイツ陸軍の大半はこの作戦に従事し、その一方で西方の防衛も考慮されており、英国海峡沿いのフランス北西部海岸線には大西洋の壁と称された防衛線の構築が開始された。苦戦を続けるソ連軍の負担を和らげるため、スターリンは米英両国首脳に対して西部戦線の再構築を要求した。兵站が未だ整っていなかった連合軍では強行偵察的な上陸作戦をフランス北部におこなうことを決定し、カナダ陸軍部隊を用いて1942年8月19日にディエップへの上陸が決行された（ディエップ作戦）。杜撰な計画に基づいて行われたこの攻撃は完全な失敗に終わり、参加部隊の3分の2が損害を負った。
その後約2年間、西部戦線においては特殊部隊の散発的な攻撃やレジスタンスによるゲリラ以外に大規模な戦闘は行われなかった。しかし大西洋においては、ヨーロッパ大陸への反攻に向けて北アフリカを含む地中海制圧を目指す連合国と、イギリスへの海上補給を遮断しようとするドイツ軍との間で海の戦いが展開された。また、ドイツ本土に対して米空軍第8軍および英空軍による戦略爆撃が行われ、産業や国民生活に影響を与えた。

## 1944年

### ノルマンディー上陸作戦

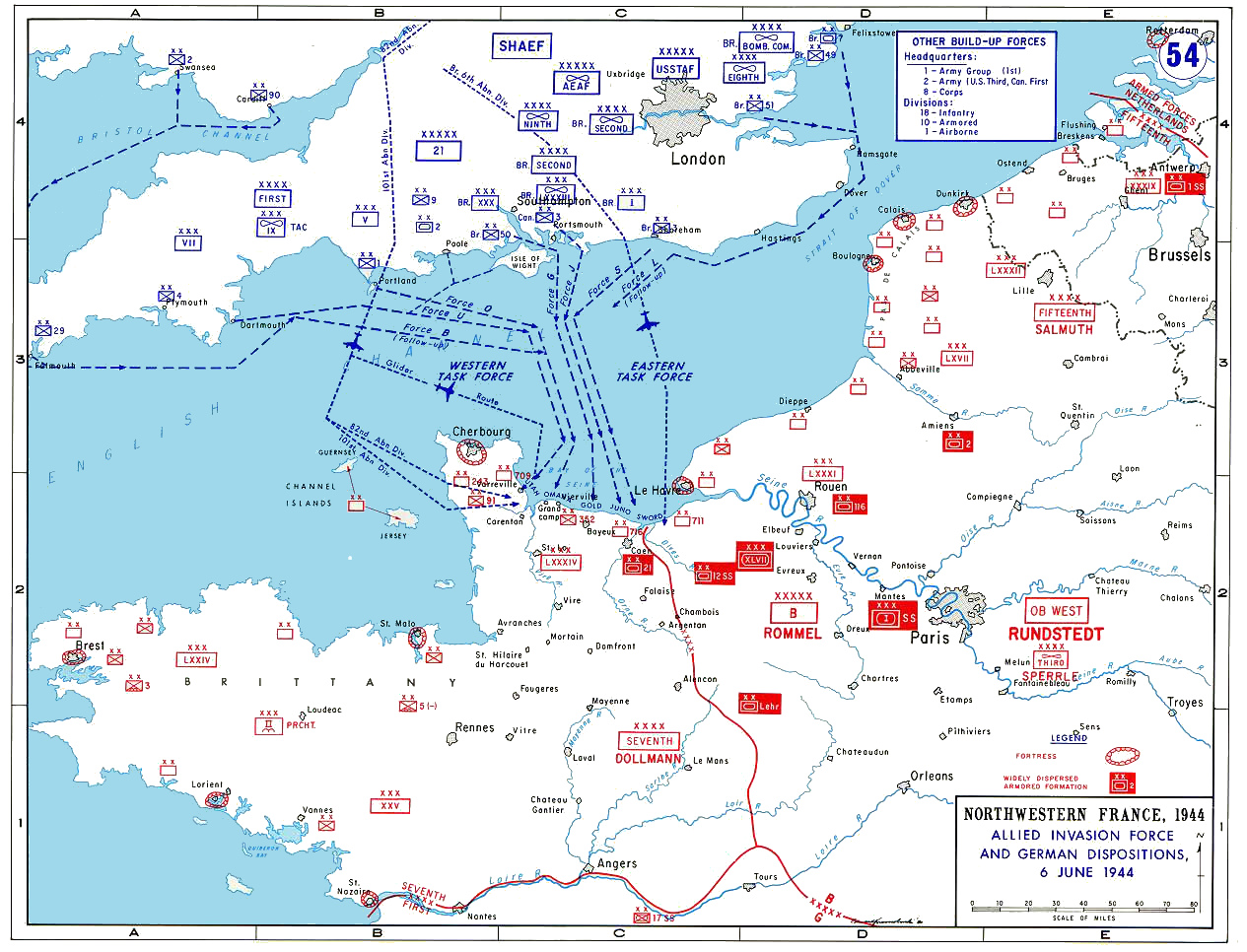
ノルマンディー上陸作戦図

ヨーロッパ大陸への進攻計画は1943年3月から検討が開始され、後にオーバーロード作戦という秘匿名で呼ばれるようになった。連合軍が大陸側の港を確保できるまでの間の物資の補給の問題を解決するために2つの人工港を設置することも計画され製作が始められた。1943年12月には連合国遠征軍最高司令官にアイゼンハワー米陸軍中将が任命され、作戦の詳細な計画が進められた。この間、アメリカからは大量の物資と150万人を超える兵員がイギリスに到着し作戦開始を待つことになった。上陸日は潮位、月齢、天候予測などをもとに6月6日とすることが決定され、この日にノルマンディーへの上陸と海岸の内陸部への空挺部隊の降下が行われた。連合軍は上陸地点の1つのオマハ海岸での苦戦などがあったものの橋頭堡の確保に成功した。
連合軍はノルマンディーの西側に位置するシェルブールを物資の補給港とするために早期に占領を目指したが、ドイツ軍の激しい抵抗のため占領できたのは6月26日であった。しかも港の施設はドイツ軍が徹底的に破壊していたため、修復や機雷の除去に時間を要し最初の船が埠頭に接岸したのは8月9日となった。
一方、連合軍の橋頭堡から南の内陸部への前進はこの地域特有の多数の生垣を巧みに利用して防衛するドイツ軍のため、なかなか進展しなかった。7月9日、イギリス軍はカーンの町を占領したが、イギリス軍の損害も大きくすぐに次の前進をすることは困難であった。カーンの南へ前進するグッドウッド作戦はイギリス軍とカナダ軍により7月17日に開始され、ドイツ軍を後退させることはできたもののドイツ軍の防衛線を突破するには至らなかった。
戦線の西側を担当していたアメリカ軍はドイツ軍の防衛線を突破するため7月25日にコブラ作戦を開始した。この作戦によりドイツ軍の防衛線は突破され、8月に入るとアメリカ軍は急速に前進した。これに対しヒトラーは反撃を命じ、8月6日にドイツ軍はリュティヒ作戦を開始した。しかし、ドイツ軍は逆にファレーズで連合軍に包囲されてしまい、8月21日まで続いた戦闘でドイツ軍は一部が包囲を脱出できたものの壊滅的な損害を被った。
この間、連合軍は8月15日に地中海側の南フランスでもニースとトゥーロンの間に上陸と空挺部隊の降下により進攻したが、この方面のドイツ軍は大きな抵抗をせずに退却した。
ファレーズ後の西部戦線のドイツ軍は組織的な抵抗はできなくなり、連合軍はさらに東へ進撃して8月25日にパリを解放した。

### フランス・ベルギーの解放

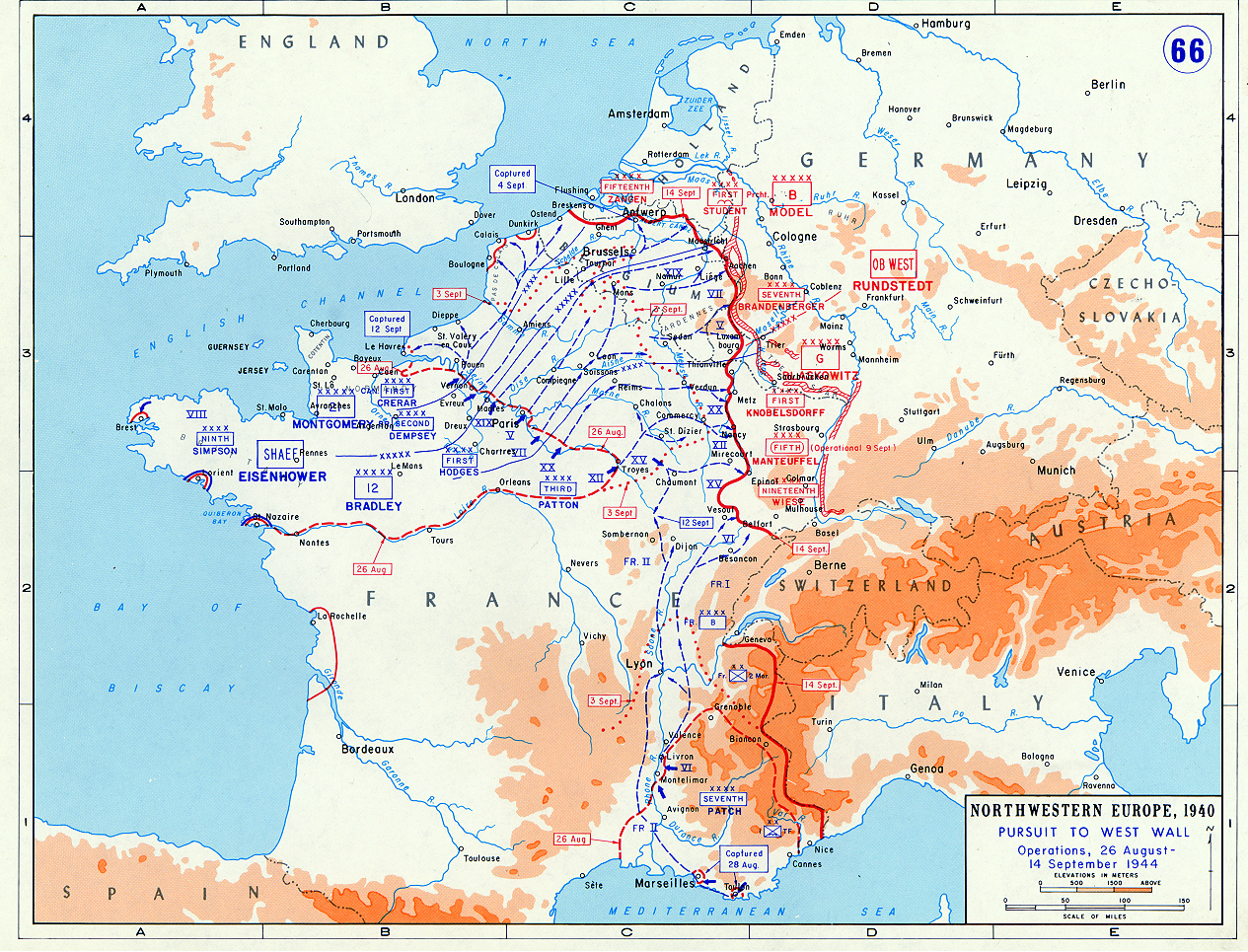
1944年8月26日から9月14日までの前線

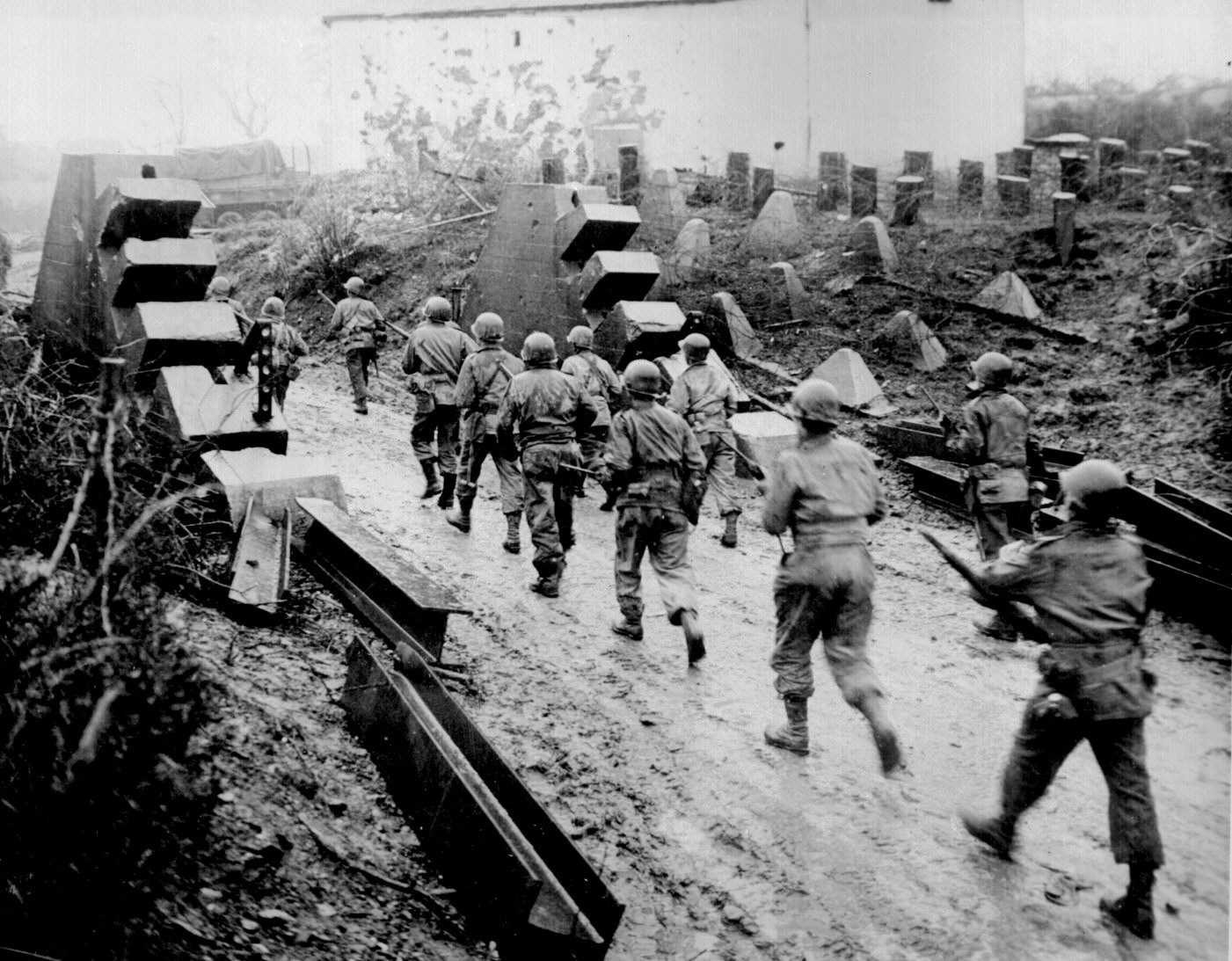
陥落したジークフリート線を侵攻する連合軍

連合軍はその後も急速に東のドイツ国境に向けて進撃し、9月の初めにはベルギー国境を越えブリュッセルを解放した後、9月14日に一部の部隊がドイツ国境にあるジークフリート線に到達した。しかしノルマンディーの人工港から前線までの距離が長くなるに伴い前線への物資（特にガソリン）の補給が間に合わなくなり、8月末から9月の第2週（部隊により時期が異なる）に入ると前進が遅れまたは停止する状況になってしまった。
この時点で西部戦線のドイツ軍は三方向を連合軍に囲まれていた。北部はバーナード・モントゴメリー大将に率いられた英陸軍第21軍集団、中部はオマル・ブラッドリー中将が率いる米陸軍第12軍集団、南部はジェイコブ・L・デヴァースの米陸軍第6軍集団である。これら西部戦線の部隊は米軍のドワイト・D・アイゼンハワーが連合国遠征軍総司令部より統括していた。
北部フランスおよびベネルクス諸国については、英国へのV2の発射を阻止するために早期の占領が重要視されていた。ドイツ軍は海岸線撤退の際に港湾を破壊していたため、連合軍の物資補給に問題が生じ始めたが、ノルマンディーの仮設港湾から大量のトラックを用いて物資を送り込む「赤玉急行」によって連合軍は9月になるとドイツ国境にまで到達した。
9月4日にはベルギーのアントウェルペンが英陸軍第11装甲師団によって解放され、連合軍の新たな補給拠点となったが、アントウェルペンはスヘルデ川河口部を遡上した内陸に位置しており、河口域周辺のドイツ軍を完全に掃討するまで補給用途には使用できなかった。
9月14日、米軍はドイツ国境を越えてシュトルベルクを占領し、9月19日からヒュルトゲンの森に立て籠るドイツ軍への攻撃を開始した。この一連のヒュルトゲンの森の戦いにおいてドイツ軍の抵抗は激しく、戦闘は1945年2月まで続いた。
この頃から連合軍の指揮に乱れが見え始める。モントゴメリーは自身の陸軍部隊総司令官への任命と、ベルギー・オランダを経由したドイツ本土侵攻を主張した。あくまで広範囲の戦線を維持した上で中部国境地帯を中心とした攻撃を計画していたアイゼンハワーとの間には緊張が走り、一時的ではあるがモントゴメリーの解任さえ決心された。妥協案として空挺部隊を利用したオランダ侵攻が決定され、9月17日にモントゴメリーはマーケット・ガーデン作戦を発動させた。ドイツ本国への進撃路（ジークフリート線迂回路）の確保のためにこの作戦に従事したのはイギリス軍を主力に、ポーランド、アメリカの空挺部隊であり、オランダ南部の都市であるアイントホーフェン、ナイメーヘン、アーネムの3箇所に降下した。しかしライン川北岸のアーネムの町に降下したイギリス第1空挺師団は偶然同地付近で休養していたドイツ軍機甲師団の攻撃を受け、壊滅的な損害を受けて敗退した。他の地区に降下したアメリカ軍空挺部隊の作戦は成功し、オランダ領内に長さ96Kmの回廊を確保することができたものの、アーネムでの敗退により、ライン川を越えて橋頭堡を築きドイツのルール地方を占領して戦争を早期終結させるという夢は消え去った。
マーケット・ガーデン作戦の失敗後、アントウェルペンの港を使えるようにするために連合軍の進攻が開始され、スヘルデ川南岸に形成されていたブレスケンス・ポケットはカナダ、ポーランド軍によるスイッチバック作戦によって大きな犠牲を払いながらも奪取された。また、スヘルデ川北岸のドイツ軍を掃討するインファチュエイト作戦でカナダ第1軍を中心とした連合軍が勝利を収め、11月28日には機雷が除去されて港湾の利用が可能となり連合軍の物資補給体制は大きく改善された。。
一方、米軍は10月2日にアーヘンの攻撃を開始した。ドイツ本土における最初の都市であったアーヘンの防衛のため、ヒトラーはどのような犠牲を払っても町を確保することを命令した。双方に5,000人の死者が出たアーヘンの戦いの後、10月21日に町は占領され、5,600人のドイツ兵が捕虜となった。

### バルジの戦い
東西双方において圧迫されていたドイツ軍は戦局をひっくり返すために「ラインの守り」と題した作戦を計画した。1940年のフランス侵攻と同じようにアルデンヌの森を通過した後に進路を北部へととり、英仏海峡に至る計画であった。作戦は、連合軍の制空権が機能しなくなる悪天候を狙って12月16日に決行された。奇襲は短期的には成功し初期の目標の占領には成功したが、天候が回復してくると空襲のために前進がはかどらなくなり、パットン将軍率いる米陸軍第3軍の反撃を受けるなどして、翌1945年1月15日には大きな損害を出した上で元の前線にまで押し返され失敗に終わった。

## ドイツ本土侵攻(1945年)

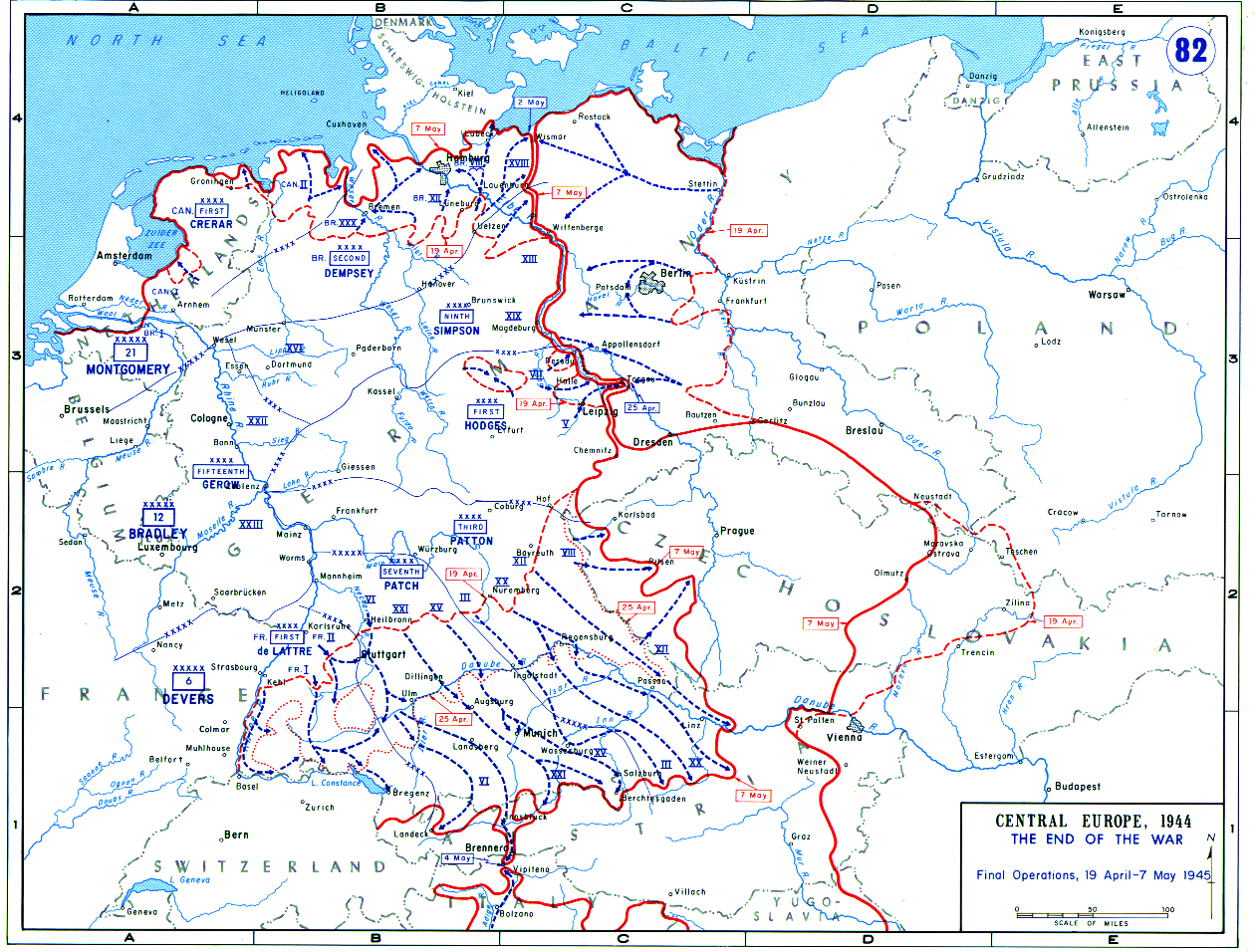
1945年4月19日から5月7日までの前線

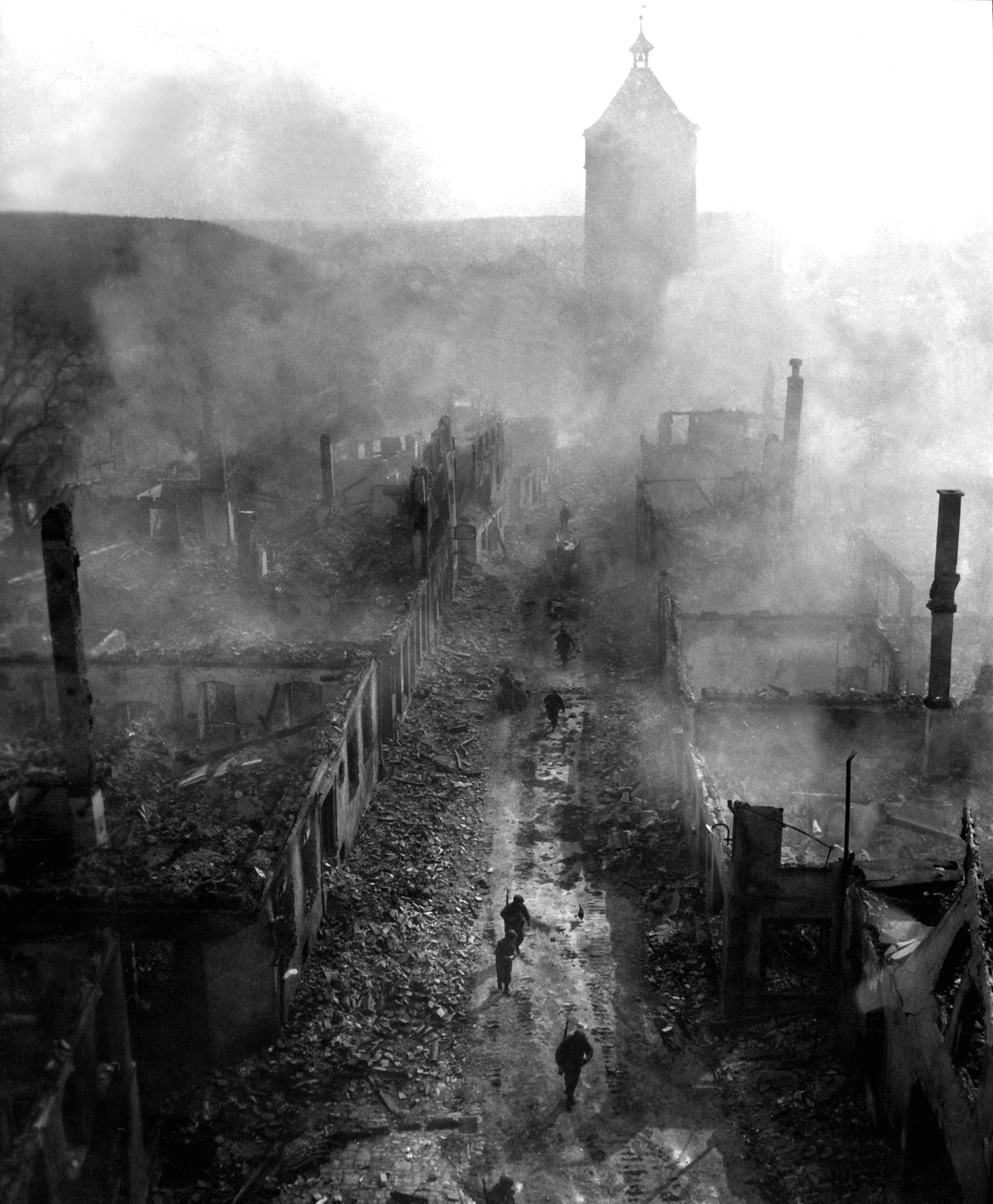
ドイツのヴァルデンブルクを侵攻する米軍

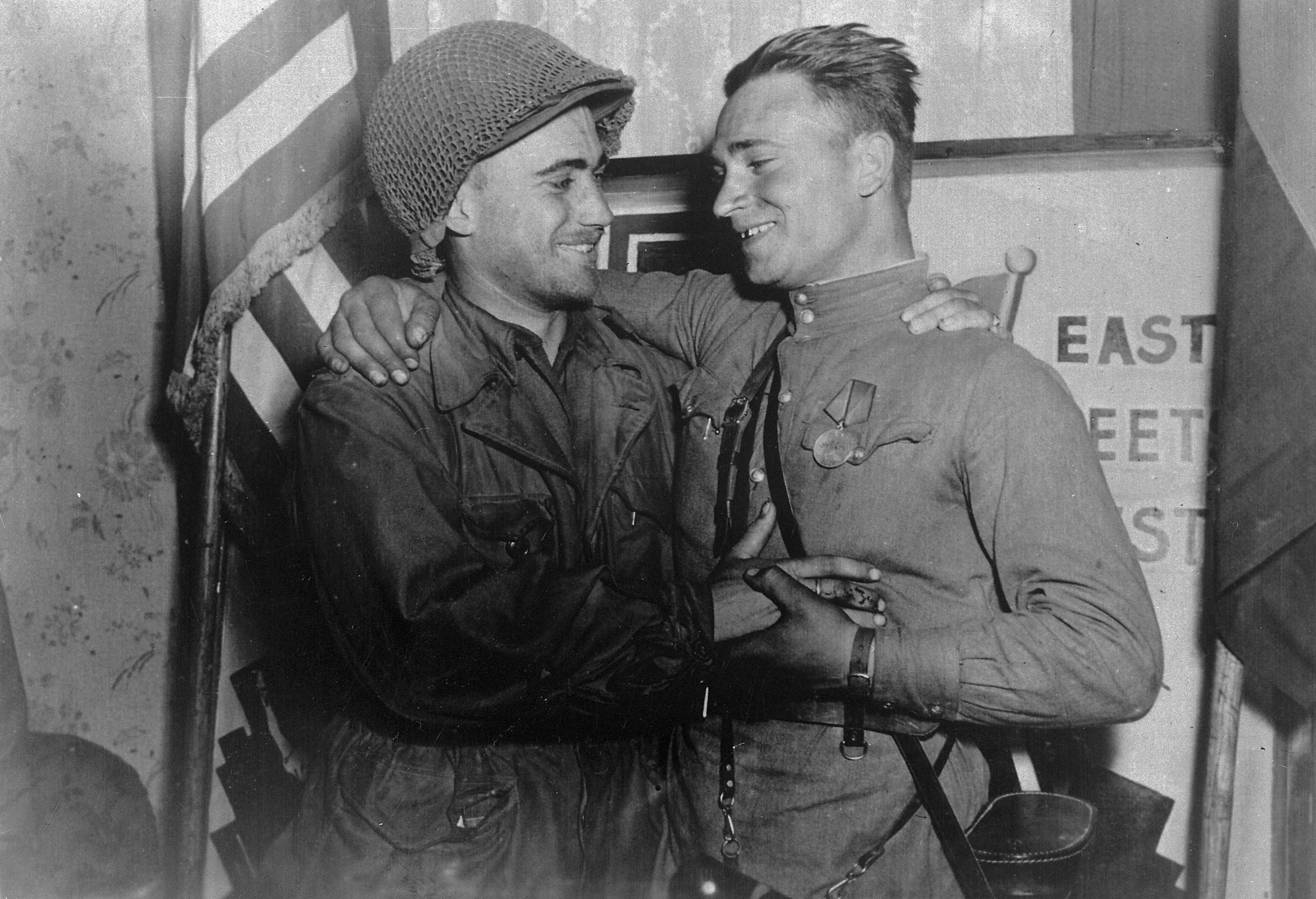
トルガウで出会い、肩を抱き合って記念写真を撮るアメリカ軍のロバートソン中尉（左側）とソ連軍のシルヴァシュコ中尉（右側）。

バルジの戦いで西部戦線は数ヶ月の停滞を余儀なくされたが、1945年2月からアイゼンハワーは長大な戦線の全面で前進を指示し、徐々にライン川西岸に迫っていた。3月1日はレマーゲンにてライン川東岸に撤退するドイツ軍が爆破しそこなった橋梁を発見し、ライン川渡河への足がかりをつかんだ。そして3月下旬には前線の大半がライン川西岸に到達し、3月23日より大規模なライン川渡河作戦(「プランダー作戦」)、翌24日にはアメリカ軍の渡河とルール工業地帯包囲を目的としたヴァーシティー作戦が展開され、両作戦は成功裏に終わった。
ライン川を渡河した連合軍は、北ドイツへはイギリス軍、中央および南ドイツへはアメリカ軍が侵攻を開始し、4月5日にはアメリカ軍がハノーファーを占領した。その後もカッセルやニュルンベルク、ハンブルクなど一部の都市を除いてドイツ軍の抵抗は少なかったため、連合軍の進軍速度は速く、4月11日にアメリカ軍はマクデブルクを占領した後、翌4月12日にはデッサウ近郊でエルベ川を渡河し、ベルリンまで100kmの地点に到達した。アメリカ軍内部ではベルリンへの進撃を唱える声もあったが、4月15日にソ連との事前の取り決めと、アルプス国家要塞の情報を警戒したアイゼンハワーはベルリン進撃を取り止める命令を出した。そのためアメリカ軍はエルベ川西岸で進軍を停止し、4月25日にエルベ川河岸のトルガウ近郊でソ連軍第1ウクライナ戦線第5親衛軍の部隊と初めて出会っている（エルベの誓い）。
一方、西側連合軍は北ドイツおよび南ドイツとオーストリア方面へは進軍を続けた。北ドイツでは、イギリス軍が5月2日にハンブルクを占領することでデンマークへの進路を確保し、5月7日にリューベック近郊のヴィスマールでソ連軍と遭遇している（接触ライン）。南ドイツでは、進軍したアメリカ軍が4月28日にミュンヘンを占領し、さらにオーストリアのチロル地方に進軍した。4月末、アメリカ軍第3軍はチェコスロバキア国境を越えて進軍したため、チャーチルは4月30日にチェコスロバキアの首都であるプラハを確保するようアメリカ軍に要請したが、拒否されている。第3軍は5月6日にボヘミア地方西部のプルゼニを解放しているが、アイゼンハワーの命令によりそこで進軍を止めている。
一方、ベルリンでは4月30日にヒトラーが自殺した。そして後継者とされたカール・デーニッツ提督のもとで、5月8日にドイツ国防軍は無条件降伏をした。

## 関連文献
- ダグラス・ボッティング著、上村巖 翻訳、『ライフ 第二次世界大戦史 「ヨーロッパ第2戦線」』、タイム ライフ ブックス
- マーティン・ブルーメンソン著、谷地令子 翻訳、『ライフ 第二次世界大戦史 「解放への道」』、タイム ライフ ブックス
- ウィリアム・Ｋ・グールリック/オグデン・タナー 共著、明石信夫 翻訳、『ライフ 第二次世界大戦史 「バルジの戦い」』、タイム ライフ ブックス| 第二次大戦ヨーロッパ戦線 |